# Arti di Firenze

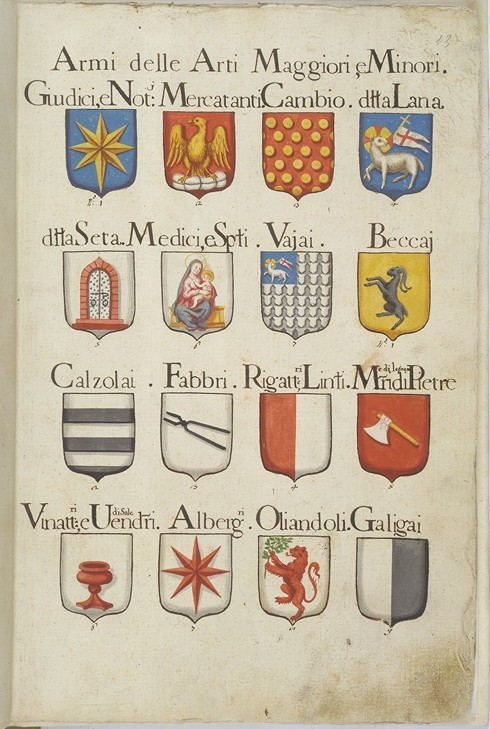
Armi delle arti fiorentine maggiori e minori, XVIII secolo.

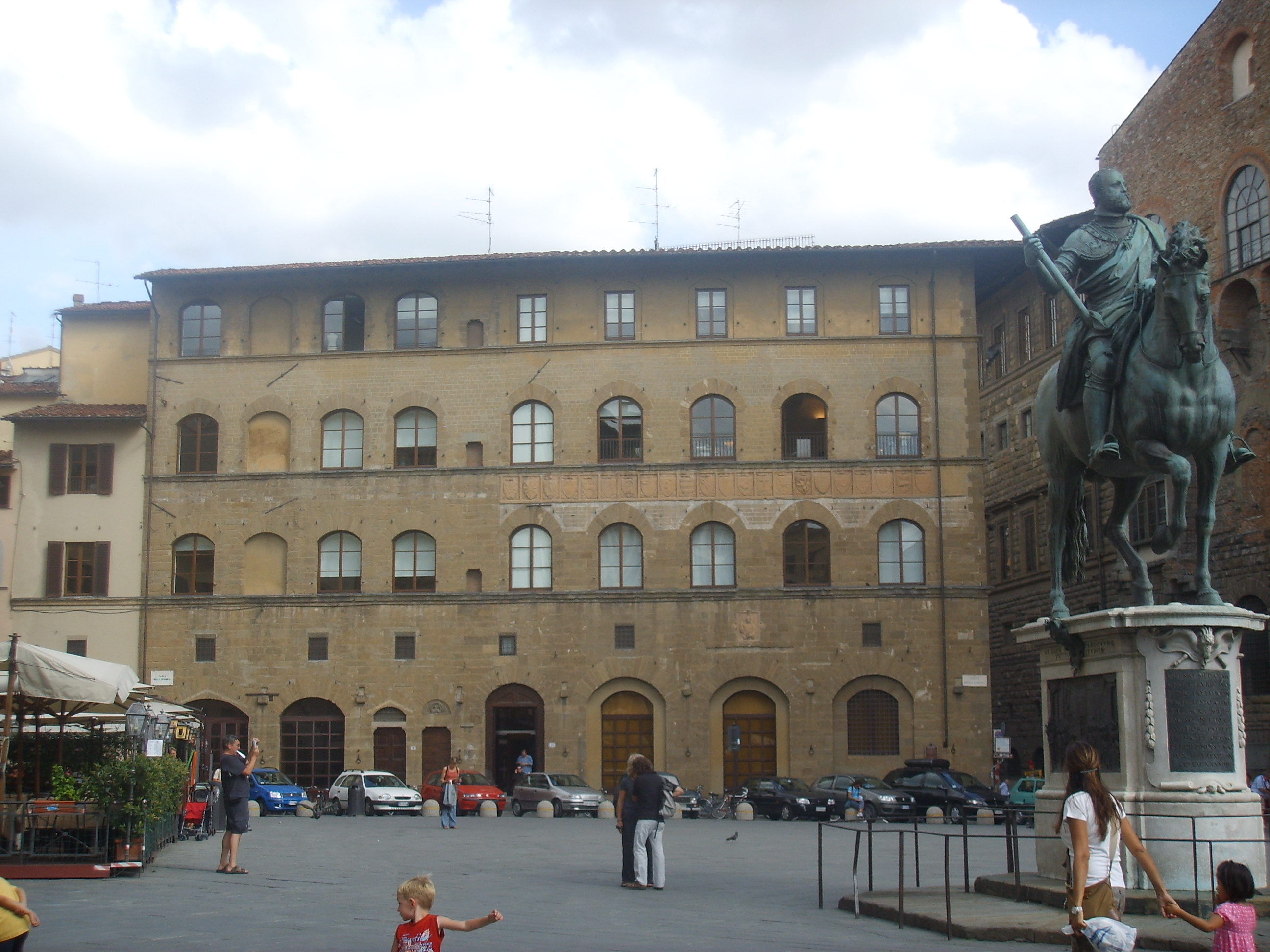
Il Tribunale di Mercatanzia in piazza della Signoria

Le Arti di Firenze iniziano a costituirsi come corporazioni delle arti e mestieri tra il XII ed il XIII secolo; si trattava di associazioni laiche nate per la difesa ed il perseguimento di scopi comuni che riunivano gli appartenenti ad una stessa categoria professionale o chi esercitava lo stesso mestiere ed a cui va attribuita la buona parte del merito per lo straordinario sviluppo economico che permise a Firenze di diventare una delle più ricche e potenti città del medioevo europeo.
Le arti vennero divise in Arti maggiori e minori, in base alla rilevanza economica e al prestigio del loro operare: le prime riguardavano essenzialmente attività imprenditoriali, che necessitavano un'organizzazione per importare le materie prime ed esportare il prodotto lavorato finito, le attività bancarie e le arti liberali come la Medicina o la Giurisprudenza; le arti minori invece erano essenzialmente legate ad attività manuali di prodotti di consumo e al commercio a vario titolo dei generi alimentari. 

## Storia

### Formazione
(Pasquale Villari, I primi due secoli della storia di Firenze, 1893-94)

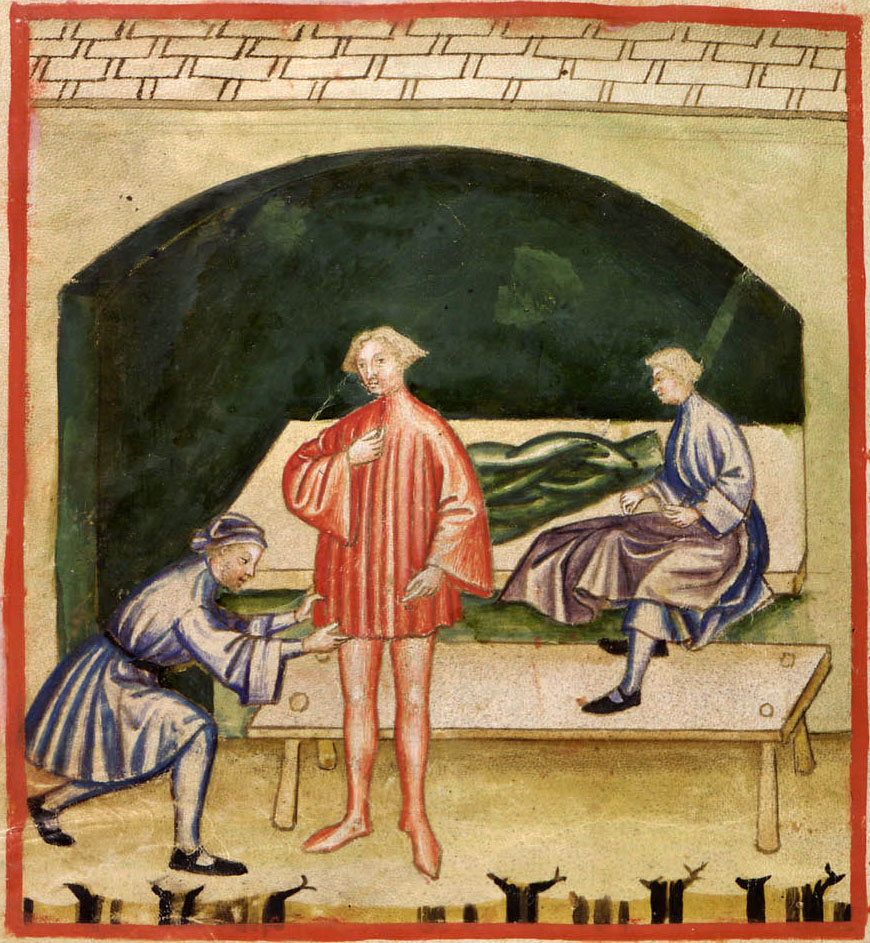
La bottega della lana

Le Arti, intese come corporazioni di mestiere, si svilupparono in Europa tra XI e XII secolo, come forma medievale organizzata di tutte le attività economiche cittadine: commercio, finanza, industria manifatturiera e artigianato. A Firenze la prima arte di cui si ha notizia riguardo alla sua formazione è quella di Calimala, nel 1150, mentre intorno al 1193 esistevano già sette corporazioni, strutturate in modo pressoché identico: i membri eleggevano un consiglio composto da un certo numero di consoli o rettori, tra cui veniva eletto un capo (il gonfaloniere) che ne curava tutti gli interessi.
L'ingresso nelle corporazioni era regolato da precise condizioni: essere figli legittimi di un membro della stessa arte, dare prova della propria abilità artigiana e pagare una tassa. I membri erano generalmente divisi in maestri (che possedevano le materie prime e gli attrezzi e vendevano le merci prodotte nella propria bottega), apprendisti e garzoni.
Ciascuna arte aveva il proprio statuto, con pieno valore di legge, e poteva emettere sentenze nelle controversie tra i membri o tra questi e i loro sottoposti (quelle delle Arti Maggiori erano considerate inappellabili). Nel Trecento venne inoltre creato il "Tribunale di Mercatanzia", per le cause tra gli appartenenti alle diverse corporazioni. Le arti proteggevano i propri membri dalla concorrenza di altre città o di persone non appartenenti alla corporazione, e garantivano la qualità del lavoro con un'attenta opera di supervisione sulle diverse botteghe. Si occupavano inoltre di organizzare l'orario di lavoro, stabilendo i giorni festivi, e di alcuni servizi pubblici. 
Nel corso del Quattrocento istituirono persino il corpo delle Guardie di città che reprimeva le frodi e si occupava dell'organizzazione di fiere e mercati, oltre a proteggere le vie durante la notte.
Fin dall'inizio, però, le Arti fiorentine non ebbero tutte pari dignità: inizialmente divise in sette Arti Maggiori e quattordici Minori, alcune di queste ultime divennero successivamente Arti "Medie".
Gli appartenenti alle Arti Maggiori erano imprenditori, importatori di materie prime, esportatori di prodotti finiti, banchieri, commercianti e professionisti come giudici, notai e medici; gli appartenenti alle Arti Minori erano tutti i maestri d'opera e i loro lavoranti occupati nella lavorazione del ferro, cuoio, legno, e nel settore alimentare in genere. Ci furono però anche dei mestieri che non raggiunsero mai la condizione di arte indipendente, ma dovettero associarsi a quelle già esistenti, come accadde nel caso dei pittori, che normalmente si iscrivevano all'Arte dei Medici e Speziali.

### Ascesa politica

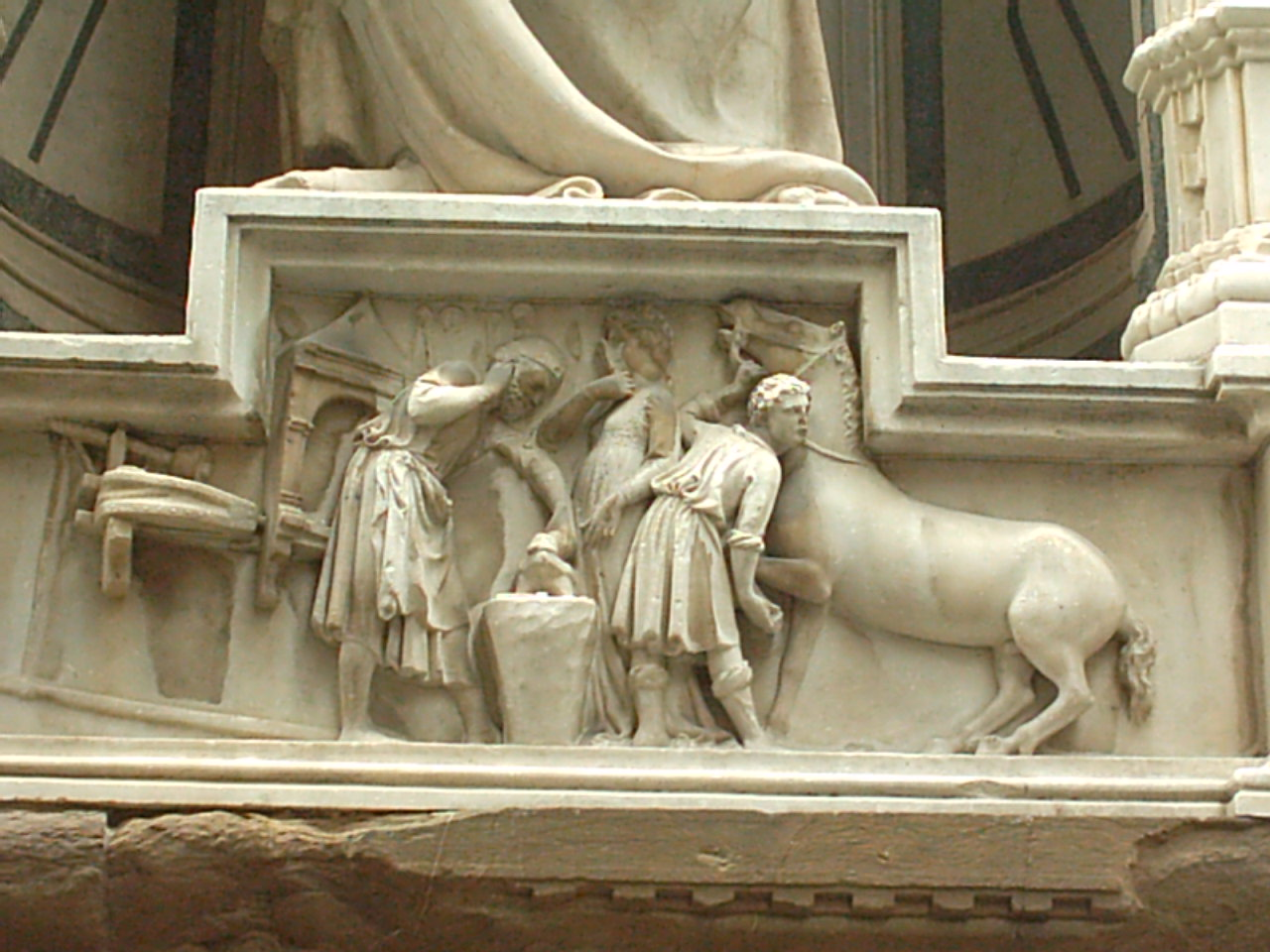
La bottega del fabbro

Le Arti furono contrapposte per tutto il XIII secolo alle antiche consorterie di origine aristocratico-feudale, fatte di famiglie inurbatesi già a partire dall'XI secolo e che controllavano e gestivano saldamente il funzionamento delle istituzioni politiche cittadine; troviamo così eletti alle più alte magistrature fiorentine gli esponenti delle famiglie degli Uberti, Guidi, Alberti o Pazzi di Valdarno.
L'ascesa delle corporazioni partì innanzitutto dalla rivendicazione dell'esercizio di un ruolo politico attivo nel governo comunale, in nome del grande sviluppo economico e commerciale della città, di cui i loro iscritti erano i principali fautori; l'appoggio delle corporazioni al partito guelfo, si rivelò fondamentale per la definitiva sconfitta dei ghibellini a Firenze ed il loro crescente coinvolgimento nelle istituzioni è già rintracciabile a partire dal 1250, durante il cosiddetto Governo del Primo Popolo. L'avversità nei confronti del partito ghibellino è chiaramente confermata anche negli statuti più antichi delle Arti che ci sono pervenuti, in base ai quali l'essere guelfo era considerato uno dei requisiti "morali" indispensabili ai fini stessi dell'immatricolazione.
Già nella pace tra Firenze e Siena del 1206 (dopo la presa di Semifonte), sono registrati come presenti alcuni consoli delle Arti. Nel 1266 le Arti Maggiori ottennero finalmente il riconoscimento come soggetto giuridico ma la lotta tra guelfi e ghibellini continuò anche negli anni successivi, creando una situazione di grande instabilità a Firenze, fino alla nascita del Priorato delle Arti nel 1282, in cui erano le Arti maggiori ad eleggere ciascuna il loro Priore, che poi eleggeva con cadenza semestrale il Gonfaloniere di Giustizia, la carica pù alta della Repubblica. Oltre a rappresentare la vittoria del guelfismo, il Priorato consentì agli esponenti delle Arti Maggiori di affiancare i magnati nelle più alte cariche di governo, imponendo l'obbligo di iscriversi anche solo formalmente ad una delle corporazioni per poter accedere alle magistrature. Nel 1285 vennero create le Arti mediane, consentendo anche ai loro rappresentanti di partecipare alla vita politica cittadina.
Gli Ordinamenti di Giustizia di Giano della Bella del 1293, esclusero infine i magnati dal governo fiorentino e benché successivamente attenuati, segnarono la definitiva conquista del potere da parte del ceto borghese sulle famiglie di antico lignaggio aristocratico e cavalleresco.

### Il Trecento

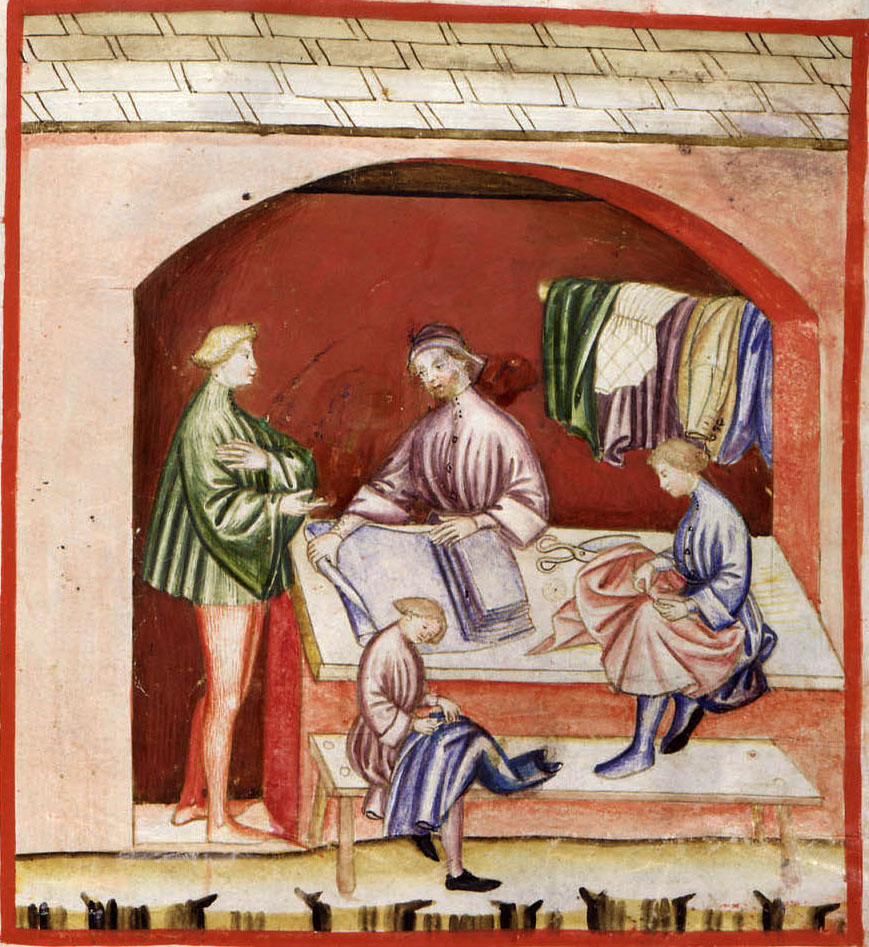
La bottega della seta

Agli inizi del Trecento Firenze intraprese un'intensa politica di espansione verso il contado, ai danni dei signori feudali che vivevano nei territori circostanti. Al suo interno, invece, il clima politico si fece sempre più rovente. Dopo l'entrata in vigore degli Ordinamenti infatti, che avrebbero dovuto consegnare stabilmente il governo nelle mani dell'oligarchia guelfa, i magnati, piuttosto che rassegnarsi alla definitiva esclusione dalle magistrature, si "convertirono" al guelfismo, dichiarandosi a vario titolo "popolani" e assumendo spesso quale emblema la Croce del Popolo. Tuttavia il sistema delle consorterie portò presto a nuove fratture, fino alla spaccatura del partito guelfo in un due fazioni rivali, i Bianchi e i Neri. Si riproponeva così una situazione del tutto analoga a quella che aveva caratterizzato il secolo precedente.
Alla fine prevalsero i Neri ed il loro capo, il magnate Corso Donati, restò alla guida della città fino al 1307, dopo aver fatto uccidere ed esiliare decine di avversari, tra cui Dante Alighieri. Verso il 1308, con la morte anche di Corso Donati, la città arrivò a una certa pacificazione interna. 
Durante tutte queste lotte gli esponenti delle Arti Maggiori si erano molto avvicinati a quelli dell'antica aristocrazia, di cui ora tentavano di imitare lo stile di vita. I grandi banchieri ed i ricchi mercanti mantennero quei privilegi che fino a 50 anni prima erano riservati solo alla nobiltà e per cui avevano così caparbiamente lottato; adesso, la marcia di raggiungimento del medesimo status sociale poteva dirsi conclusa e in questo gli Ordinamenti rappresentano un punto di non ritorno nella storia della città.
Le Arti si mantennero saldamente al potere al fianco dei magnati per tutto il Trecento; se si esclude il breve periodo della tirannia del Duca di Atene, Gualtieri VI di Brienne, cacciato nel 1343, la politica fiorentina parve mostrare una certa linea di continuità. Gli affari continuarono a prosperare fin verso gli anni quaranta del Trecento, quando il fallimento dei banchi dei Bardi e dei Peruzzi e la peste nera del 1348 segnarono una notevole battuta di arresto nello sviluppo economico della città, che cercò di riprendersi al più presto affidandosi come sempre al suo motore economico.

### Il tumulto dei Ciompi

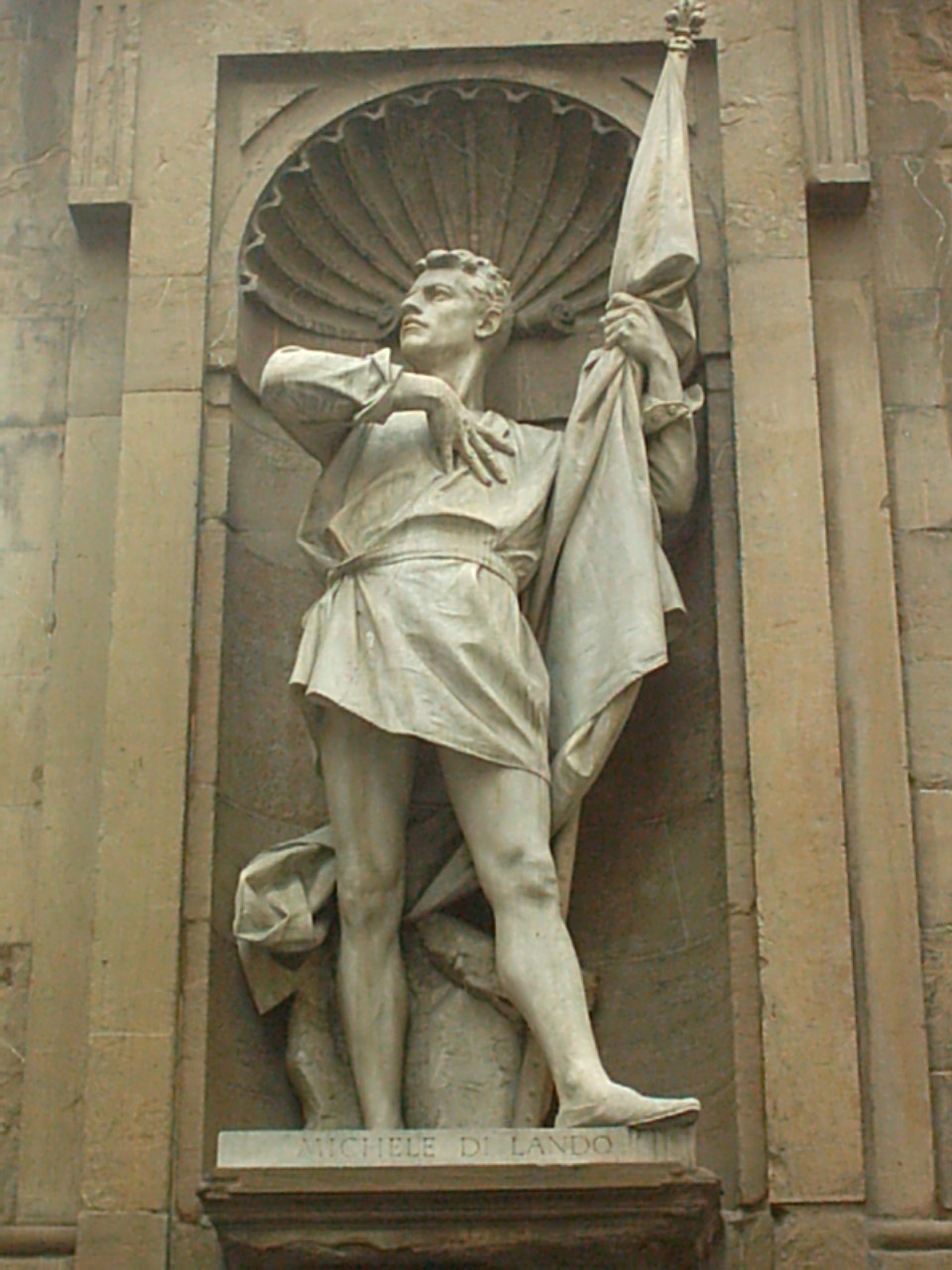
Michele di Lando, il capo degli insorti durante il Tumulto dei Ciompi

Tra la fine del Duecento e la prima metà del Trecento si era verificato un fenomeno che aveva portato alla modifica dei processi di lavorazione all'interno delle Arti; fin dalla loro comparsa infatti, uno dei cardini sul quale si reggeva il sistema corporativo era il rapporto tra maestro e allievo, attraverso il periodo di formazione che ogni matricola doveva svolgere in base ad un contratto stipulato secondo le norme di ciascuna corporazione.
Il periodo di apprendistato divenne sempre più lungo e si cominciò a retribuire indistintamente tutti i lavoranti della bottega; questa fu la spia di un cambiamento importante perché gli apprendisti dovevano in teoria prestare il loro servizio gratuitamente in cambio dell'insegnamento ricevuto dal maestro, per poter essere in grado di aprire un'attività in proprio una volta terminato il praticantato.
Il lavoro a salario divenne molto diffuso e impedì a coloro che avevano ormai raggiunto il grado di maestri di aprire la propria bottega. Molti maestri, a loro volta, furono costretti dalle grandi compagnie commerciali a lavorare in esclusiva per loro, imponendo anche il prezzo per la lavorazione delle materie prime, soprattutto nel settore della trasformazione della lana e della seta. 
Nel 1378, il cosiddetto tumulto dei Ciompi interessò proprio i salariati sottoposti a vario titolo nell'Arte della Lana, a seguito del quale si ebbe la formazione di tre nuove Arti dette "del popolo di Dio", senz'altro influenzate dalla predicazione dei francescani. Le Arti maggiori tuttavia riuscirono presto a riprendere in mano le redini della situazione ed entro il 1382 la situazione era tornata a come prima della rivolta, tuttavia dovendo dare nuove garanzie ai lavoratori più umili. 
A partire dagli ultimi decenni del Trecento e per tutto il Quattrocento, le arti avevano comunque ritrovato una sorta di stabilità, potendo procedere ad operazioni quali la decorazione di Orsanmichele, delle proprie sedi, e il sostegno dato ad alcuni cantieri cittadini (come all'Opera del Duomo per l'Arte della Lana) o a istituzioni benefiche (come all'ospedale degli Innocenti da parte dell'Arte della Seta o a quello di San Matteo da parte dell'Arte del Cambio).

### Declino e soppressione

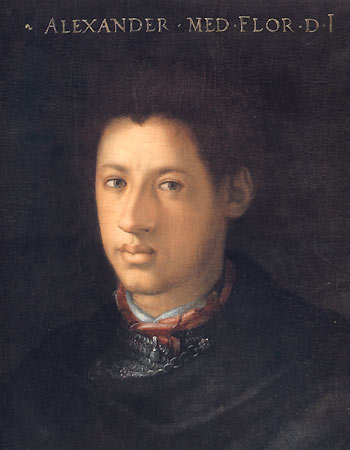
Il duca Alessandro I de'Medici

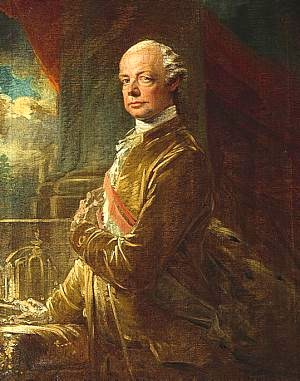
Il Granduca Pietro Lepoldo di Lorena

Il peso politico delle arti risultava già ridimensionato nel Quattrocento durante la signoria medicea; dopo la scoperta delle Americhe le nuove rotte commerciali misero in crisi il sistema corporativo che si avviò verso un lento declino delle attività manifatturiere ad esso connesse, accelerato proprio dai molti vincoli imposti dalle corporazioni, che faticarono a rinnovarsi verso nuove tecniche sviluppate ad esempio in altre città italiane ed europee.
L'assedio di Carlo V nel 1530 prosciugò letteralmente le casse delle Arti le quali, per finanziare il costo della guerra nel disperato tentativo di difendere la libertà della Repubblica, misero in vendita quasi tutti i beni di loro proprietà. Neppure questo tuttavia bastò ad impedire l'inizio del principato mediceo; il duca Alessandro I dei Medici nel 1534 decise di riformarne gli statuti, riducendole a semplici associazioni di mestiere, senza più alcuna rilevanza sul piano politico.
Le quattordici Arti Minori vennero raggruppate in quattro Università:
- l'Università di Por San Piero, che riunì gli appartenenti alle Arti dei Beccai, Fornai e Oliandoli.

Era governata da sei consoli ed ebbe per protettore San Pietro; l'insegna adottata fu un leone rosso rampante su fondo oro con un giglio bianco nella branca destra elevata e la sede venne stabilita inizialmente nel palazzo dell'Arte dei Beccai; nel 1583, un nuovo decreto granducale accorpò questa università con quella dei Fabbricanti, che assunse la denominazione di Università dei Fabbricanti e Por San Piero e la residenza venne spostata sotto gli Uffizi, mantenendo la propria insegna.
- l'Università dei Fabbricanti, che riunì gli appartenenti alle Arti dei Fabbri, Chiavaioli, Maestri di Pietra e Legname, Corazzai e Spadai e Legnaioli.

Era governata da sei consoli, uno per arte ed il sesto a turno, cominciando dai Fabbri ed ebbe per protettrice la SS. Annunziata; l'insegna adottata fu un giglio bianco su fondo oro e la sede inizialmente prescelta fu quella dei Maestri di Pietra e Legname nel Chiasso dei Baroncelli. A seguito dell'accorpamento con l'università di Por San Piero nel 1583, la sede venne trasferita sotto gli Uffizi.
- l'Università dei Maestri di Cuoiame, che riunì gli appartenenti alle Arti dei Calzolai, Galigai e Correggiai.

Era governata da sei consoli ed ebbe per protettrice la santissima Trinità; l'insegna adottata fu lo stemma bianco e nero già usato dai Cuoiai; nel 1561 venne annessa anche l'Arte Maggiore dei Vaiai e Pellicciai, per cui l'università assunse la denominazione di Università dei Vaiai e Cuoiai; la prima sede venne stabilita in via Lambertesca e nel 1562 fu spostata in via delle Terme.
- l'Università dei Linaioli, che riunì gli appartenenti alle Arti dei Linaioli, Rigattieri, Vinattieri e Albergatori.

Era governata da sei consoli ed ebbe per protettore san Marco; l'insegna adottata fu lo stemma bianco e rosso già dei Linaioli e la sede venne spostata più volte, finché nel 1703 venne stabilita sotto gli Uffizi, insieme a quella dei Fabbricanti e di Por San Piero.
Le arti maggiori, pur continuando ad esistere sulla carta, si dimostravano tuttavia sempre meno adeguate a gestire la mole di questioni legate all'esercizio professionale, soprattutto verso gli innumerevoli sottogruppi in esse contenuti. Tra Sei e Settecento si svilupparono così molte confraternite "professionali" che univano gli interessi devozionali del gruppo, a quelli economici e di mutua assistenza tra colleghi e loro familiari (come la Compagnia degli Orefici, dei Tintori, dei Macellai e così via).  
Nel 1770 il granduca di Toscana Pietro Leopoldo soppresse tutte le Arti ad eccezione di quella dei Giudici e Notai e del tribunale dell'Arte del Disegno, spostandone le funzioni alla Camera di Commercio, Arti e Manifatture; l'Arte dei Giudici e Notai continuò ad esistere fino al 1777, quando un nuovo bando granducale ne passò le prerogative al Magistrato del Conservatorio delle Leggi, mentre quella dell'Arte del Disegno fu trasformata nel 1784 trasferendo le competenze giurisdizionali al tribunale di prima istanza e le altre alla nuova Accademia di Belle Arti.

## Elenco

### Le Arti Maggiori
Le sette corporazioni che presero il nome di Arti Maggiori, si erano costituite tra la seconda metà del XII secolo e la prima metà del XIII secolo, staccandosi progressivamente dalla corporazione "madre" di Calimala: prima nacque l'Arte del Cambio, poi quella dei Giudici e dei Notai e della Lana, finché ciascuna di esse acquistò una propria specifica fisionomia, fissata dalle norme contenute nei loro statuti, che ne regolavano il funzionamento e gli organi di rappresentanza. Nel 1266 la sede principale delle Arti Maggiori era ancora Calimala e in quell'anno venne deciso che queste associazioni si organizzassero in modo ancora più stabile, ognuna con il proprio gonfalone, sotto il quale radunare all'occorrenza il popolo in armi. Gli iscritti a queste corporazioni si trovarono a gestire e ad amministrare grandi interessi e riuscirono a creare rapporti commerciali e finanziari in molte parti del mondo; il loro primato a livello economico li condusse entro la fine del Duecento alla guida della Repubblica fiorentina, alla cui grandezza e splendore contribuirono significativamente dando il via a tutta quella serie di lavori pubblici che ancora oggi restano a testimoniare la ricchezza e la potenza della città.
Di seguito sono elencate le sette Arti Maggiori: 
| Stemma                 | Nome                                   | Fondazione | Sede definitiva                                                                   | Patroni                        | Note |
| ---------------------- | -------------------------------------- | ---------- | --------------------------------------------------------------------------------- | ------------------------------ | --- |
| Giudici e Notai        | Arte dei Giudici e Notai               | ante 1212  | Palazzo dell'Arte dei Giudici e Notai (via del Proconsolo)                        | Sant'Ivo, san Luca evangelista | |
| Calimala               | Arte dei Mercatanti (o di Calimala)    | ante 1150  | Palazzo dell'Arte dei Mercatanti (Calimaruzza)                                    | San Giovanni Battista          | |
| Cambio                 | Arte del Cambio                        | 1202-1206  | Tettoia dei Pisani (già in piazza della Signoria) e dado dei Lamberti (distrutti) | San Matteo                     | |
| Lana                   | Arte della Lana                        | 1317       | Palazzo dell'Arte della Lana (Calimala)                                           | Santo Stefano                  | |
| Seta (Por Santa Maria) | Arte della Seta (o di Por Santa Maria) | 1220 circa | Palazzo dell'Arte della Seta (via di Capaccio)                                    | San Giovanni Evangelista       | Naccque come arte di mercanti vari, attivi tra via Por Santa Maria e via Porta Rossa; nel XIV secolo presero il sopravvento su tutti i setaioli. |
| Medici e Speziali      | Arte dei Medici e Speziali             | ante 1313  | Residenza dell'Arte dei Medici e Speziali (distrutta, già in via Pellicceria)     | Maria                          | |
| Vaiai                  | Arte dei Vaiai e Pellicciai            | 1138 circa | Residenza dell'Arte dei Vaiai e Pellicciai (via Lambertesca)                      | San Giacomo maggiore           | |

### Le Arti Minori
Le quattordici corporazioni dette Arti Minori cominciarono a costituirsi separatamente, ciascuna con un proprio statuto, solo dopo la metà del Duecento; inizialmente, infatti, erano tutte riunite e confederate in un'unica associazione, con una rappresentanza in comune, ma dal 1266 in poi iniziarono ad assumere ciascuna una propria identità specifica: l'Arte dei Vinattieri nacque proprio in quell'anno, quella dei Calzolai esisteva già nel 1273 e le prime notizie sull'Arte dei Cuoiai risalgono al 1282. Il numero delle arti minori variò molto nel tempo, e nei primi anni ottanta del Ducento raggiunsero il loro numero massimo: venticinque. Tuttavia alcuni mestieri presto si resero conto che per avere un maggior peso era meglio federarsi tra mestieri affini, come ad esempio fecero nel settore alimentare i venditori di formaggi (caciai), d'olio (oliandoli) e di salumi e generi vari (pizzicagnoli), oppure cercare l'appoggio di un'Arte già ufficialmente riconosciuta. 
Trattandosi però di corporazioni di carattere prettamente artigianale, le cui attività venivano esercitate praticamente solo a livello locale, il loro coinvolgimento nella vita politica cittadina fu generalmente più limitato rispetto a quello delle Arti Maggiori e, pur avendo contribuito in modo significativo all'affermazione del guelfismo, rimasero sempre relegate in questa condizione di "minorità". È per questo che, nonostante l'operosità ed il pregio dei manufatti prodotti da alcune di queste Arti, rinomati anche fuori Firenze, i nomi dei loro soci appaiono in modo solo sporadico ed occasionale tra gli eletti alle magistrature cittadine.
Diversa, rispetto alle arti Maggiori, era anche la richiesta economica per accedere all'immatricolazione, più contenuta per quelle Minori. 
Di seguito sono elencate le quattordici Arti Minori. 
| Stemma                         | Nome                                 | Fondazione | Sede definitiva                                                                                               | Patroni                                                    | Note                  |
| ------------------------------ | ------------------------------------ | ---------- | --- | ---------------------------------------------------------- | --------------------- |
| Beccai                         | Arte dei Beccai                      | 1260 circa | Palazzo dell'Arte dei Beccai (via di Orsanmichele)                                                            | Pietro apostolo                                            | Fu anche Arte mediana |
| Calzolai                       | Arte dei Calzolai                    | ante 1273  | Sede dell'Arte dei Calzolai (inglobata nel complesso degli Uffizi, chiasso dei Baroncelli)                    | Crispino, Crespiniano, Giovanni Battista, Filippo Apostolo | Fu anche Arte mediana |
| Fabbri                         | Arte dei Fabbri                      | ante 1344  | Sede dell'Arte dei Fabbri (inglobata nel complesso degli Uffizi, chiasso dei Baroncelli)                      | Zanobi, Eligio                                             | Fu anche Arte mediana |
| Maestri di Pietra e di Legname | Arte dei Maestri di Pietra e Legname | XII secolo | Sede dell'Arte dei Maestri di Pietra e Legname (inglobata nel complesso degli Uffizi, chiasso dei Baroncelli) | Santi Quattro coronati                                     | Fu anche Arte mediana |
| Linaioli e Rigattieri          | Arte dei Linaioli e Rigattieri       | ante 1318  | Residenza dell'Arte dei Linaioli e Rigattieri (distrutta, già in piazza Sant'Andrea)                          | Biagio, Leone Magno, Maria, Marco evangelista              | Fu anche Arte mediana |
| Vinattieri                     | Arte dei Vinattieri                  | 1266       | Residenza dell'Arte dei Vinattieri (inglobata nel palazzo Bartolommei Buschetti, via Lambertesca)             | Martino di Tours                                           |                       |
| Albergatori                    | Arte degli Albergatori               | 1266       | Residenza dell'Arte degli Albergatori (distrutta, già in via dei Cavalieri)                                   | Giuliano                                                   |                       |
| Oliandoli e Pizzicagnoli       | Arte degli Oliandoli e Pizzicagnoli  | ante 1338  | Residenza dell'Arte degli Oliandoli e Pizzicagnoli (distrutta, già in via dei Lontanmorti)                    | Bartolomeo apostolo                                        |                       |
| Cuoiai e Galigai               | Arte dei Cuoiai e Galigai            | ante 1282  | Residenza dell'Arte dei Cuoiai e Galigai (in via delle Terme)                                                 | Agostino di Ippona, Filippo                                |                       |
| Corazzai e Spadai              | Arte dei Corazzai e Spadai           | 1321       | Sede dell'Arte dei Corazzai e Spadai (in via dei Calzaiuoli, oggi sede della Misericordia)                    | Giorgio                                                    |                       |
| Correggiai                     | Arte dei Correggiai                  | 1305       | Residenza dell'Arte dei Correggiai (via Lambertesca)                                                          | Andrea apostolo, santissima Trinità                        |                       |
| Legnaioli                      | Arte dei Legnaioli                   | ante 1280  | Residenza dell'Arte dei Legnaioli (inglobata nel complesso degli Uffizi, via Lambertesca)                     | Stafano, Annunciazione di Maria                            |                       |
| Chiavaioli                     | Arte dei Chiavaioli                  | 1329       | Residenza dell'Arte dei Chiavaioli (distrutta, già in via dei Lamberti angolo via dell'Arte della Lana)       | Stefano, Zanobi                                            |                       |
| Fornai                         | Arte dei Fornai                      | 1337       | Residenza dell'Arte dei Fornai (inglobata nel complesso degli Uffizi, via della Ninna)                        | Lorenzo                                                    |                       |

### Altre arti
Alla lista ufficiale delle arti vanno aggiunte una serie di corporazioni professionali esistite per tempi limitati, legate magari a specifici avvenimenti politici ed economici. Tra queste si ricordano:
- Arte dell'Agnolo (dal 1340 circa al 1343)
- Arte dei Ciompi (nata durante il tumulto dei Ciompi nel 1378, abolita entro il 1382)
- Arte dei Tintori (nata durante il tumulto dei Ciompi nel 1378, abolita entro il 1382)
- Arte dei Farsettai (nata durante il tumulto dei Ciompi nel 1378, abolita entro il 1382)

Per un elenco delle categorie professionali organizzatesi nel corso del tempo in confraternite laicali, si veda anche la lista di Compagnie di Firenze.